# Le Naïf locataire
Le Naïf locataire est un roman de Paul Guth publié le 13 avril 1956 aux éditions Albin Michel et ayant reçu le Grand prix du roman de l'Académie française la même année.

## Place du roman dans la série «Le Naïf»
- 1953 : Mémoires d'un naïf
- 1954 : Le Naïf sous les drapeaux
- 1955 : Le Naïf aux quarante enfants
- 1956 : Le Naïf locataire
- 1957 : Le Mariage du naïf
- 1958 : Le Naïf amoureux
- 1959 : Saint Naïf

## Éditions
- Le Naïf locataire, éditions Albin Michel, Paris, 1956  (ISBN 978-2226041609).